# Großer Preis von Österreich 1971
Der Große Preis von Österreich 1971 (offiziell IX Großer Preis von Österreich) fand am 15. August auf dem Österreichring in Spielberg statt und war das achte Rennen der Automobil-Weltmeisterschaft 1971.

## Berichte

### Hintergrund
Wie bereits im Vorjahr wurde die ursprüngliche Streckenvariante des Österreichrings ohne Schikane am Ende der Start-Ziel-Geraden befahren.
Peter Gethin hatte McLaren nach dem Großen Preis von Deutschland verlassen, um für den Rest der Saison dauerhaft Pedro Rodríguez bei B.R.M. zu ersetzen. Sein dadurch freigewordenes Cockpit bei McLaren wurde für dieses und das kommende Rennen an Jackie Oliver vergeben.
Mit Niki Lauda in einem dritten Werks-March und Helmut Marko in einem vierten B.R.M. kamen an diesem Wochenende zwei Österreicher anlässlich ihres Heimrennens zu ihrer jeweils ersten Grand-Prix-Teilnahme. Die Premiere Markos war eigentlich bereits für den Deutschland-GP zwei Wochen zuvor geplant gewesen, scheiterte jedoch an dessen Nichtqualifikation in einem privaten McLaren M7C.

### Training
In der Startaufstellung wurde Jackie Stewart nur von Joseph Siffert übertroffen, der sich mit rund zwei Zehntelsekunden Vorsprung die Pole-Position sicherte. Dritter wurde Stewarts Teamkollege François Cevert, der damit seinen stetigen Aufwärtstrend während der laufenden Saison unter Beweis stellte.

### Rennen

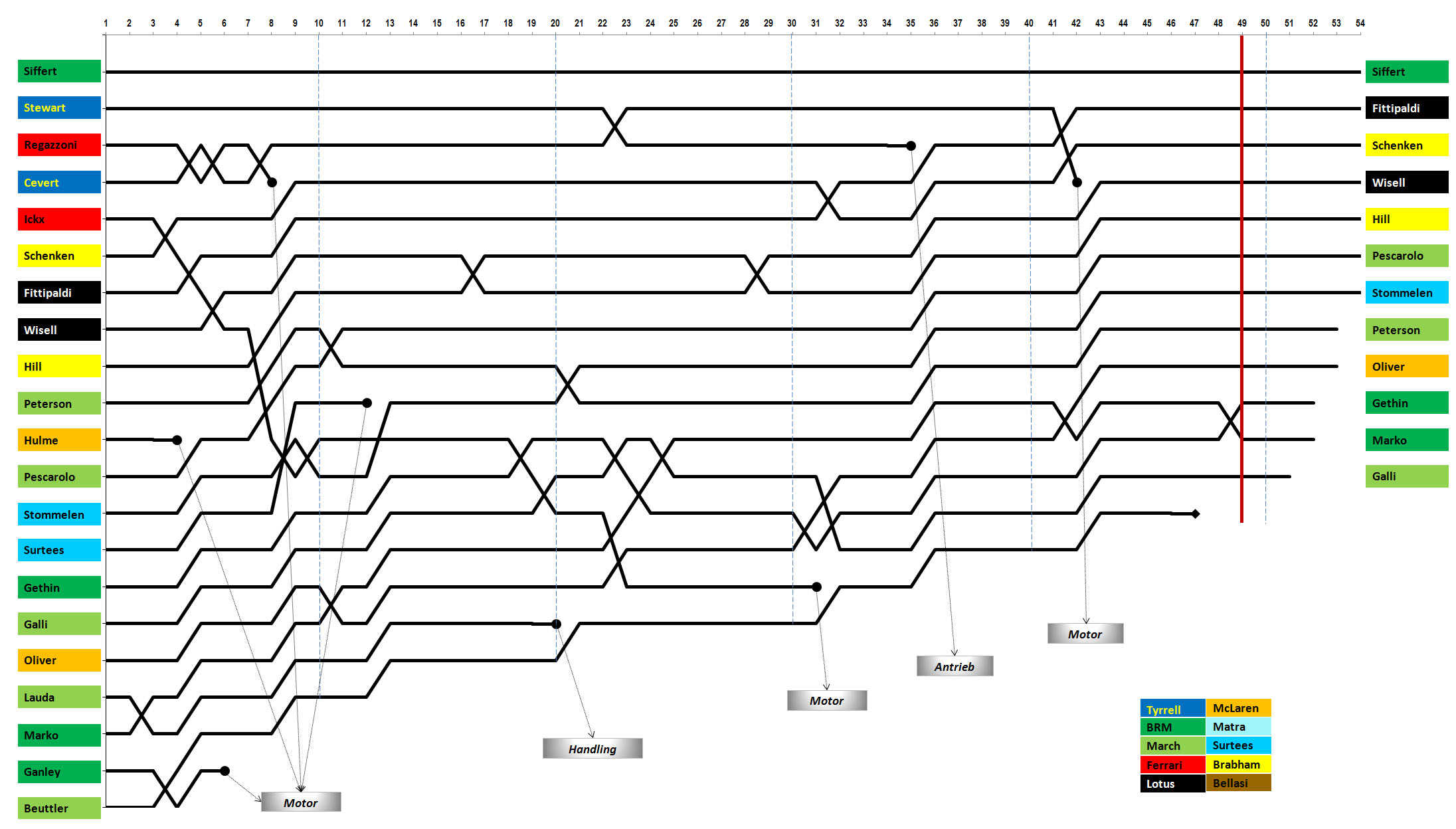
Rennverlauf

Siffert ging vom Start weg in Führung und wehrte sich erfolgreich gegen Attacken von Stewart, der seinerseits von Clay Regazzoni, Cevert, Jacky Ickx und Tim Schenken verfolgt wurde. Regazzoni musste aufgrund von technischen Problemen aufgeben, sodass Cevert auf Rang drei nach vorn rückte.
Während sich Siffert an der Spitze zunehmend von seinen Verfolgern absetzte, konnte Cevert auf Stewart aufschließen, der mit Handlingproblemen an seinem Wagen zu kämpfen hatte. Aufgrund dessen ließ er seinen Teamkollegen in Runde 23 passieren, bevor er in Runde 36 schließlich komplett aufgeben musste. Als Ickx vier Runden später ebenfalls ausfiel und Ronnie Peterson, der danach als einziger noch eine rein mathematische Chance auf den Weltmeistertitel gehabt hätte, in aussichtsloser Position lag, stand Stewart trotz seines Ausfalls und noch drei ausstehenden Rennen vorzeitig als Weltmeister der Saison 1971 fest.
Cevert musste in Runde 43 mit Motorschaden aufgeben, sodass der zweite Platz von Emerson Fittipaldi, der kurz zuvor Schenken überholt hatte, eingenommen wurde.
Sifferts Vorsprung war gegen Ende des Rennens so groß, dass ihn selbst ein Problem mit einem Reifen kurz vor Schluss nicht mehr am Siegen hindern konnte. Wegen dieser Behinderung gelang es jedoch Fittipaldi, noch bis auf knapp vier Sekunden aufzuschließen.
Es war Sifferts zweiter und letzter Grand-Prix-Sieg und dabei gleichzeitig sein erster Hattrick. Schenken und Graham Hill erreichten mit den Plätzen drei und fünf die einzige Podestplatzierung sowie das beste Teamresultat für Brabham in diesem Jahr. Für Schenken war es außerdem die einzige Podiumsplatzierung seiner Karriere.

## Meldeliste
| Team                           | Nr. | Fahrer             | Chassis       | Motor                    | Reifen |
| ------------------------------ | --- | ------------------ | ------------- | ------------------------ | ------ |
| Gold Leaf Team Lotus           | 02  | Emerson Fittipaldi | Lotus 72D     | Ford Cosworth DFV 3.0 V8 | F      |
| Gold Leaf Team Lotus           | 03  | Reine Wisell       | Lotus 72D     | Ford Cosworth DFV 3.0 V8 | F      |
| Scuderia Ferrari SpA SEFAC     | 04  | Jacky Ickx         | Ferrari 312B2 | Ferrari 001/1 3.0 F12    | F      |
| Scuderia Ferrari SpA SEFAC     | 05  | Clay Regazzoni     | Ferrari 312B2 | Ferrari 001/1 3.0 F12    | F      |
| Motor Racing Developments      | 06  | Graham Hill        | Brabham BT34  | Ford Cosworth DFV 3.0 V8 | G      |
| Motor Racing Developments      | 07  | Tim Schenken       | Brabham BT33  | Ford Cosworth DFV 3.0 V8 | G      |
| Bruce McLaren Motor Racing     | 08  | Denis Hulme        | McLaren M19A  | Ford Cosworth DFV 3.0 V8 | G      |
| Bruce McLaren Motor Racing     | 09  | Jackie Oliver      | McLaren M19A  | Ford Cosworth DFV 3.0 V8 | G      |
| Team Tyrrell                   | 10  | Jackie Stewart     | Tyrrell 003   | Ford Cosworth DFV 3.0 V8 | G      |
| Team Tyrrell                   | 11T | Jackie Stewart     | Tyrrell 001   | Ford Cosworth DFV 3.0 V8 | G      |
| Team Tyrrell                   | 12  | François Cevert    | Tyrrell 002   | Ford Cosworth DFV 3.0 V8 | G      |
| Yardley Team B.R.M.            | 14  | Joseph Siffert     | BRM P160      | BRM P142 3.0 V12         | F      |
| Yardley Team B.R.M.            | 15  | Howden Ganley      | BRM P160      | BRM P142 3.0 V12         | F      |
| Yardley Team B.R.M.            | 23  | Peter Gethin       | BRM P160      | BRM P142 3.0 V12         | F      |
| Yardley Team B.R.M.            | 16  | Helmut Marko       | BRM P153      | BRM P142 3.0 V12         | F      |
| STP March Racing Team          | 17  | Ronnie Peterson    | March 711     | Ford Cosworth DFV 3.0 V8 | F      |
| STP March Racing Team          | 26  | Niki Lauda         | March 711     | Ford Cosworth DFV 3.0 V8 | F      |
| STP March Racing Team          | 19  | Nanni Galli        | March 711     | Alfa Romeo T33 3.0 V8    | F      |
| Rob Walker/Team Surtees        | 22  | John Surtees       | Surtees TS9   | Ford Cosworth DFV 3.0 V8 | F      |
| Auto Motor und Sport           | 24  | Rolf Stommelen     | Surtees TS9   | Ford Cosworth DFV 3.0 V8 | F      |
| Frank Williams Racing Cars     | 25  | Henri Pescarolo    | March 711     | Ford Cosworth DFV 3.0 V8 | G      |
| Clarke-Mordaunt-Guthrie Racing | 27  | Mike Beuttler      | March 711     | Ford Cosworth DFV 3.0 V8 | F      |
| Ecurie Bonnier                 | 28  | Joakim Bonnier     | McLaren M7C   | Ford Cosworth DFV 3.0 V8 | G      |

Anmerkungen
1. ↑  Der mit einem "T" hinter der Startnummer versehene Tyrrell 001 stand Stewart als T-Car zur Verfügung, kam jedoch nicht zum Einsatz.

## Klassifikationen

### Startaufstellung
| Pos. | Fahrer             | Konstrukteur     | Zeit    | Ø-Geschwindigkeit | Start |
| ---- | ------------------ | ---------------- | ------- | ----------------- | ----- |
| 01   | Joseph Siffert     | B.R.M.           | 1:37,44 | 218,387 km/h      | 01    |
| 02   | Jackie Stewart     | Tyrrell-Ford     | 1:37,65 | 217,917 km/h      | 02    |
| 03   | François Cevert    | Tyrrell-Ford     | 1:37,86 | 217,449 km/h      | 03    |
| 04   | Clay Regazzoni     | Ferrari          | 1:37,90 | 217,361 km/h      | 04    |
| 05   | Emerson Fittipaldi | Lotus-Ford       | 1:37,90 | 217,361 km/h      | 05    |
| 06   | Jacky Ickx         | Ferrari          | 1:38,27 | 216,542 km/h      | 06    |
| 07   | Tim Schenken       | Brabham-Ford     | 1:38,64 | 215,730 km/h      | 07    |
| 08   | Graham Hill        | Brabham-Ford     | 1:38,70 | 215,599 km/h      | 08    |
| 09   | Denis Hulme        | McLaren-Ford     | 1:38,88 | 215,206 km/h      | 09    |
| 10   | Reine Wisell       | Lotus-Ford       | 1:38,95 | 215,054 km/h      | 10    |
| 11   | Ronnie Peterson    | March-Ford       | 1:39,01 | 214,924 km/h      | 11    |
| 12   | Rolf Stommelen     | Surtees-Ford     | 1:39,08 | 214,772 km/h      | 12    |
| 13   | Henri Pescarolo    | March-Ford       | 1:39,09 | 214,750 km/h      | 13    |
| 14   | Howden Ganley      | B.R.M.           | 1:39,46 | 213,951 km/h      | 14    |
| 15   | Nanni Galli        | March-Alfa Romeo | 1:39,54 | 213,779 km/h      | 15    |
| 16   | Peter Gethin       | B.R.M.           | 1:39,67 | 213,501 km/h      | 16    |
| 17   | Helmut Marko       | B.R.M.           | 1:39,80 | 213,222 km/h      | 17    |
| 18   | John Surtees       | Surtees-Ford     | 1:40,37 | 212,012 km/h      | 18    |
| 19   | Mike Beuttler      | March-Ford       | 1:41,46 | 209,734 km/h      | 19    |
| 20   | Joakim Bonnier     | McLaren-Ford     | 1:41,66 | 209,321 km/h      | 20    |
| 21   | Niki Lauda         | March-Ford       | 1:43,68 | 205,243 km/h      | 21    |
| 22   | Jackie Oliver      | McLaren-Ford     | 1:44,22 | 204,180 km/h      | 22    |

### Rennen
| Pos. | Fahrer             | Konstrukteur     | Runden | Stopps | Zeit       | Start | Schnellste Runde |
| ---- | ------------------ | ---------------- | ------ | ------ | ---------- | ----- | ---------------- |
| 01   | Joseph Siffert     | B.R.M.           | 54     | 0      | 1:30:23,91 | 01    | 1:38,47          |
| 02   | Emerson Fittipaldi | Lotus-Ford       | 54     | 0      | + 4,12     | 05    | 1:39,49          |
| 03   | Tim Schenken       | Brabham-Ford     | 54     | 0      | + 19,77    | 07    | 1:39,73          |
| 04   | Reine Wisell       | Lotus-Ford       | 54     | 0      | + 31,87    | 10    | 1:39,93          |
| 05   | Graham Hill        | Brabham-Ford     | 54     | 0      | + 48,43    | 08    | 1:40,30          |
| 06   | Henri Pescarolo    | March-Ford       | 54     | 0      | + 1:24,51  | 13    | 1:40,34          |
| 07   | Rolf Stommelen     | Surtees-Ford     | 54     | 0      | + 1:37,42  | 12    | 1:40,59          |
| 08   | Ronnie Peterson    | March-Ford       | 53     | 0      | + 1 Runde  | 11    | 1:40,58          |
| 09   | Jackie Oliver      | McLaren-Ford     | 53     | 0      | + 1 Runde  | 22    | 1:41,69          |
| 10   | Peter Gethin       | B.R.M.           | 52     | 0      | + 2 Runden | 16    | 1:41,78          |
| 11   | Helmut Marko       | B.R.M.           | 52     | 0      | + 2 Runden | 17    | 1:41,93          |
| 12   | Nanni Galli        | March-Alfa Romeo | 51     | 0      | + 3 Runden | 15    | 1:41,23          |
| –    | Mike Beuttler      | March-Ford       | 47     | 0      | NC         | 19    | 1:42,10          |
| –    | François Cevert    | Tyrrell-Ford     | 42     | 0      | DNF        | 03    | 1:39,22          |
| –    | Jackie Stewart     | Tyrrell-Ford     | 35     | 0      | DNF        | 02    | 1:39,62          |
| –    | Jacky Ickx         | Ferrari          | 31     | 0      | DNF        | 06    | 1:41,31          |
| –    | Niki Lauda         | March-Ford       | 20     | 0      | DNF        | 21    | 1:45,86          |
| –    | John Surtees       | Surtees-Ford     | 12     | 0      | DNF        | 18    | 1:39,75          |
| –    | Clay Regazzoni     | Ferrari          | 8      | 0      | DNF        | 04    | 1:40,67          |
| –    | Howden Ganley      | B.R.M.           | 5      | 0      | DNF        | 14    | 1:56,88          |
| –    | Denis Hulme        | McLaren-Ford     | 4      | 0      | DNF        | 09    | 1:40,39          |
| DNS  | Joakim Bonnier     | McLaren-Ford     | –      | –      | –          | 20    | –                |

## WM-Stände nach dem Rennen
Die ersten sechs des Rennens bekamen 9, 6, 4, 3, 2, 1 Punkt(e). Die besten fünf Ergebnisse der ersten sechs Rennen und die besten vier der letzten fünf Rennen zählten zur Meisterschaft. In der Konstrukteurswertung zählten dabei nur die Punkte des bestplatzierten Fahrers eines Teams.

### Fahrerwertung
| Pos. | Fahrer               | Konstrukteur                       | Punkte |
| ---- | -------------------- | ---------------------------------- | ------ |
| 01   | Jackie Stewart       | Tyrrell-Ford                       | 51     |
| 02   | Jacky Ickx           | Ferrari                            | 19     |
| 03   | Ronnie Peterson      | March-Ford                         | 17     |
| 04   | Emerson Fittipaldi   | Lotus-Ford                         | 16     |
| 05   | Joseph Siffert       | B.R.M.                             | 13     |
| 06   | Mario Andretti       | Ferrari                            | 12     |
| 07   | Clay Regazzoni       | Ferrari                            | 12     |
| 08   | François Cevert      | Tyrrell-Ford                       | 12     |
| 09   | Pedro Rodríguez †    | B.R.M.                             | 9      |
| 10   | Chris Amon           | Matra                              | 8      |
| 11   | Reine Wisell         | Lotus-Pratt & Whitney / Lotus-Ford | 7      |
| 12   | Denis Hulme          | McLaren-Ford                       | 6      |
| 13   | Tim Schenken         | Brabham-Ford                       | 5      |
| 14   | Henri Pescarolo      | March-Ford                         | 4      |
| 15   | Rolf Stommelen       | Surtees-Ford                       | 3      |
| 16   | John Surtees         | Surtees-Ford                       | 3      |
| 17   | Graham Hill          | Brabham-Ford                       | 2      |
| 18   | Jean-Pierre Beltoise | Matra                              | 1      |
| 19   | Howden Ganley        | B.R.M.                             | 0      |
| 20   | Brian Redman         | Surtees-Ford                       | 0      |

| Pos. | Fahrer            | Konstrukteur              | Punkte |
| ---- | ----------------- | ------------------------- | ------ |
| 21   | Gijs van Lennep   | Surtees-Ford              | 0      |
| 22   | Peter Gethin      | B.R.M. / McLaren-Ford     | 0      |
| 23   | Jackie Oliver     | McLaren-Ford              | 0      |
| 24   | Nanni Galli       | March-Alfa Romeo          | 0      |
| 25   | Vic Elford        | B.R.M.                    | 0      |
| 26   | Helmut Marko      | B.R.M.                    | 0      |
| 27   | Andrea de Adamich | March-Alfa Romeo          | 0      |
| 28   | François Mazet    | March-Ford                | 0      |
| –    | Dave Charlton     | Lotus-Ford / Brabham-Ford | 0      |
| –    | John Love         | March-Ford                | 0      |
| –    | Jackie Pretorius  | Brabham-Ford              | 0      |
| –    | Joakim Bonnier    | McLaren-Ford              | 0      |
| –    | Àlex Soler-Roig   | March-Ford                | 0      |
| –    | Skip Barber       | March-Ford                | 0      |
| –    | Dave Walker       | Lotus-Pratt & Whitney     | 0      |
| –    | Max Jean          | March-Ford                | 0      |
| –    | Derek Bell        | Surtees-Ford              | 0      |
| –    | Mike Beuttler     | March-Ford                | 0      |
| –    | Niki Lauda        | March-Ford                | 0      |

### Konstrukteurswertung
| Pos. | Konstrukteur | Punkte |
| ---- | ------------ | ------ |
| 01   | Tyrrell-Ford | 51     |
| 02   | Ferrari      | 32     |
| 03   | B.R.M.       | 21     |
| 04   | Lotus-Ford   | 19     |
| 05   | March-Ford   | 18     |

| Pos. | Konstrukteur     | Punkte |
| ---- | ---------------- | ------ |
| 06   | Matra            | 8      |
| 07   | McLaren-Ford     | 6      |
| 08   | Brabham-Ford     | 5      |
| 09   | Surtees-Ford     | 5      |
| 10   | March-Alfa Romeo | 0      |